# Zacamixtle
Zacamixtle är en ort i Mexiko.   Den ligger i kommunen Tancoco och delstaten Veracruz, i den sydöstra delen av landet, 250 km nordost om huvudstaden Mexico City. Zacamixtle ligger 142 meter över havet och antalet invånare är 1 248.
Terrängen runt Zacamixtle är platt österut, men västerut är den kuperad. Runt Zacamixtle är det ganska glesbefolkat, med 36 invånare per kvadratkilometer. Närmaste större samhälle är Zaragoza, 3,6 km norr om Zacamixtle. Trakten runt Zacamixtle består till största delen av jordbruksmark.